# Dekanat Jawor
Dekanat Jawor – jeden z 28 dekanatów w rzymskokatolickiej diecezji legnickiej.

## Parafie
W skład dekanatu wchodzi 12 parafii:
- Parafia Matki Boskiej Różańcowej – Jawor
- Parafia Miłosierdzia Bożego – Jawor
- Parafia św. Brata Alberta – Jawor
- Parafia św. Marcina – Jawor
- Parafia Świętych Piotra i Pawła - Lipa
- Parafia św. Andrzeja Apostoła – Męcinka
- Parafia Wniebowzięcia Najświętszej Maryi Panny – Mierczyce
- Parafia Nawiedzenia Najświętszej Maryi Panny – Mściwojów
- Parafia Trójcy Świętej – Paszowice
- Parafia św. Marcina - Pomocne
- Parafia Wniebowzięcia Najświętszej Maryi Panny – Słup
- Parafia Wniebowstąpienia Pańskiego – Snowidza